# Hans Einstein
Hans E Einstein (Berlín, Alemania, 3 de febrero de 1923 - 11 de agosto de 2012) fue la primera autoridad en la enfermedad pulmonar de la Fiebre del Valle. Vivió en Bakersfield, California, Estados Unidos.

## Biografía
Hijo de Josefa Spiero Warburg y el doctor Fritz Einstein. Pasó su infancia en Hamburgo, Alemania. Sus padres eran cuáqueros, pero de origen judío. Un año después de que Hitler tomara el poder en 1934, Einstein se trasladó con su madre y su hermana a los Países Bajos, dejando a su padre en Alemania.
Terminó la escuela secundaria en Eerde, un colegio de internos en los Países Bajos, a los 16 años y se mudó a los Estados Unidos como estudiante de intercambio. Asistió a la Universidad de Furman en Greenville, Carolina del Sur. Obtuvo su título de médico en New York Medical College en 1946 e hizo su internado en el Hospital General de Paterson en Paterson, Nueva Jersey. Después de eso, se convirtió en un oficial médico del Ejército de Estados Unidos. Luego completó residencias en Medicina Interna y Enfermedades Pulmonares en los Hospitales de Veteranos de Nueva York.
En 1951 trabajó para el Hospital General de Kern (ahora Kern Medical Center) en Bakersfield, California. Después de completar su residencia, Einstein se convirtió en el asistente del director médico del sanatorio de la tuberculosis del condado de Kern en Keene. Una vez allí, se dio cuenta de que algunos pacientes tenían fiebre del Valle en lugar de la Tuberculosis. Esto estimuló su interés permanente en la enfermedad de la fiebre del valle endémica (que ha continuó a lo largo de su carrera). Einstein posteriormente abrió una consulta privada en Bakersfield. Mientras se mantiene su práctica privada, dio conferencias semanales.
En 1978 fue nombrado presidente de Barlow en la USC, cargo que mantuvo durante diez años. Cerró su consultorio privado y se fue a Bakersfield para convertirse en director médico y director general del Barlow Respiratory Hospital en Los Ángeles, CA. También fue  médico y profesor en la Escuela de Medicina de la USC, e incluso sirvió en el Consejo de Administración para el hospital hasta el año 2012. 
Mientras vivía en Los Ángeles, pasó algún tiempo en la dirección de personal y programas de educación en Los Ángeles Good Samaritan Hospital, se desempeñó durante un año como presidente de la sección LA de Los Ángeles de la Asociación Americana del Pulmón y abrió uno de los primeros centros de tratamiento contra el sida en el Barlow Respiratory Hospital. Después en 1988, a Einstein se le ofreció el cargo de director médico, tanto en Los Ángeles, Buen Samaritano y Hospitales de Bakersfield Memorial. Optó por regresar a Bakersfield y se encargó del Bakersfield Memorial Hospital hasta su jubilación en 1999. Después de esto, continuó el tratamiento de pacientes en la Clínica de Tuberculosis del Condado de Kern Departamento de Salud Pública, de los pacientes tratados en la Clínica de la Fiebre del Valle de Kern Medical Center, comenzó el programa de Técnico Respiratorio en San Joaquin Valley College, enseñó en la Universidad Estatal de California, Bakersfield.